# أييوس إوانيس رينتيس
أييوس إوانيس رينتيس (Άγιος Ιωάννης Ρέντης) هي مدينة و ضاحية في الجزء الشمالى من مقاطعة بيرايوس في إقليم أتيكا في اليونان.
يبلغ عدد سكانها حوالي 16347   نسمة.